# Laguna de Pomacochas
Laguna de Pomacochas es una laguna peruana, situada en el departamento de Amazonas. Está situada a una altitud de unos 2257 metros (7.405 pies), tiene aproximadamente 2,79 kilómetros de largo y 2 km en su punto más ancho. La laguna se encuentra al este de la ciudad de Pomacochas, que también se le conoce como Florida.